# Гойш
Го́йш (порт. Góis; МФА: [ˈgɔjʃ]) — муніципалітет і містечко в Португалії, в окрузі Коїмбра. Розташований у центральній частині країни, на теренах історичної португальської провінції Бейра. Належить до Коїмбрської діоцезії Католицької церкви в Португалії. Права міського самоврядування має з 1516 року. Поділяється на 4 парафії. За адміністративним поділом, чинним до 1976 року, був складовою провінції Берегова Бейра. Площа муніципалітету — 263,30 км², населення муніципалітету — 4260 ос. (2011); густота населення — 16,18 осіб/км²
. Патрон — Діва Марія. Святковий день муніципалітету — 13 серпня. Поштовий індекс — 3330-310.  Код місцевої адміністративної одиниці — 0606. Складова статистичного регіону Центр.

## Назва
- Го́йш (порт. Góis, МФА: [ˈgojʃ][2]; стара орфографія: порт. Goes, МФА: [ˈgo.ɨʃ][2])
- Го́ес (лат. і ісп. pto, МФА: [ˈgo.es][3]) — старопортугальська, латинська й іспанська назви.

## Географія
Гойш розташований в центрі Португалії, на північному сході округу Коїмбра.
Гойш межує на півночі з муніципалітетом Арганіл, на сході — з муніципалітетом Пампільоза-да-Серра, на південному заході — з муніципалітетами Педроган-Гранде і Каштаньєйра-де-Пера, на заході — з муніципалітетами Лозан і Віла-Нова-де-Пойареш.

## Історія
Між 1113 і 1117 роками португальська графиня Тереза Леонська дарувала Гойський замок і землі довкола нього лицарю Аніану да Ештраді, вихідцю з Астурії. Він заснував при замкові поселення Гойш (Гоес), на основі якого виникло майбутнє містечко. Сам Аніан став перший сеньйором Гойським, основоположником португальського роду Гойшів.
1516 року португальський король Мануел I надав Гойшу форал, яким визнав за поселенням статус містечка та муніципальні самоврядні права.

## Населення
| Кількість мешканців | Кількість мешканців | Кількість мешканців | Кількість мешканців | Кількість мешканців | Кількість мешканців | Кількість мешканців | Кількість мешканців | Кількість мешканців | Кількість мешканців | Кількість мешканців | Кількість мешканців | Кількість мешканців | Кількість мешканців | Кількість мешканців | Кількість мешканців |
| ------------------- | ------------------- | ------------------- | ------------------- | ------------------- | ------------------- | ------------------- | ------------------- | ------------------- | ------------------- | ------------------- | ------------------- | ------------------- | ------------------- | ------------------- | ------------------- |
| 1864                | 1878                | 1890                | 1900                | 1911                | 1920                | 1930                | 1940                | 1950                | 1960                | 1970                | 1981                | 1991                | 2001                | 2011                |                     |
| 10 305              | 11 245              | 10 895              | 11 891              | 12 974              | 12 616              | 12 230              | 12 488              | 11 103              | 9 744               | 6 955               | 6 434               | 5 372               | 4 861               | 4 260               |                     |